# جولی دییترز
جولی دییترز (انگلیسی: Julie Deiters؛ زادهٔ ۴ سپتامبر ۱۹۷۵) ورزشکار هاکی روی چمن اهل پادشاهی هلند است.
وی در مسابقات کشوری و بین‌المللی در مجموع برندهٔ ۲ مدال طلا، ۳ مدال نقره، ۲ مدال برنز شده‌است.